# Malacosoma neustria
Il bombice gallonato (Malacosoma neustria (Linnaeus, 1758)) è un lepidottero appartenente alla famiglia Lasiocampidae, diffuso in Eurasia e Nordafrica.

## Descrizione
Il bruco, lungo circa 5 cm, presenta una colorazione blu con striature longitudinali rosse, nere e bianche. La forma adulta ha un'apertura alare di circa 4 cm e depone dalle 100 alle 400 uova disponendole a spirale lungo i rametti.

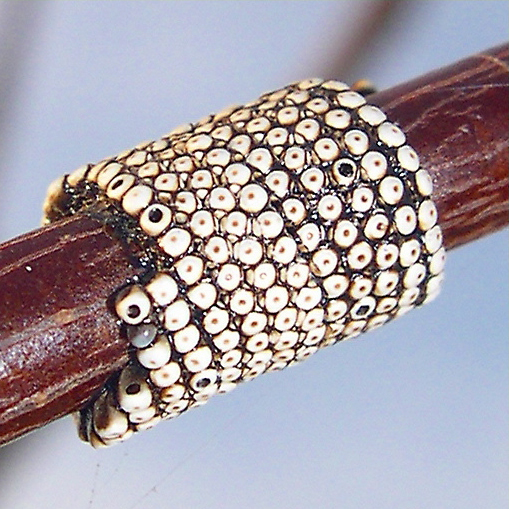
Uova
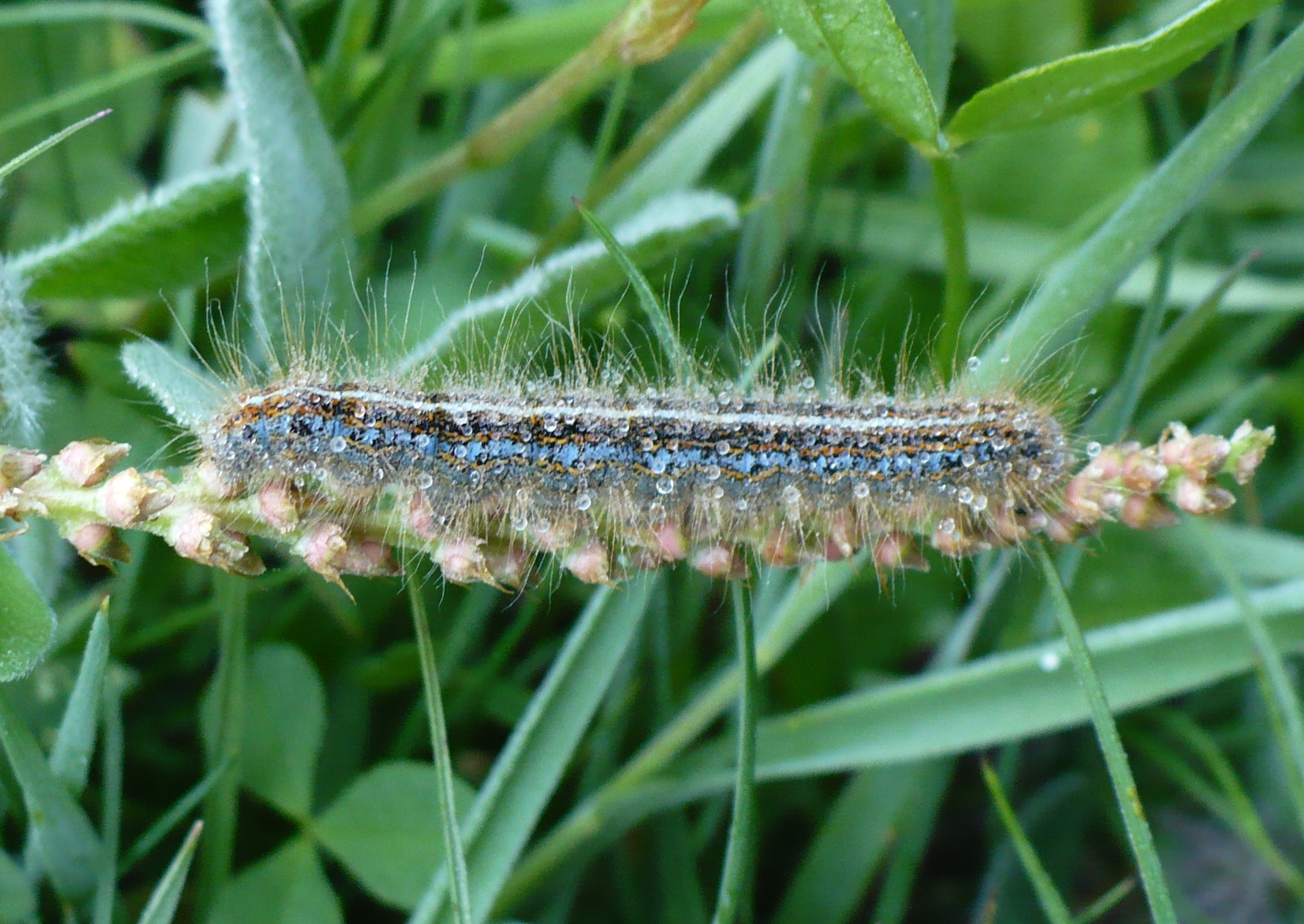
Fase di bruco
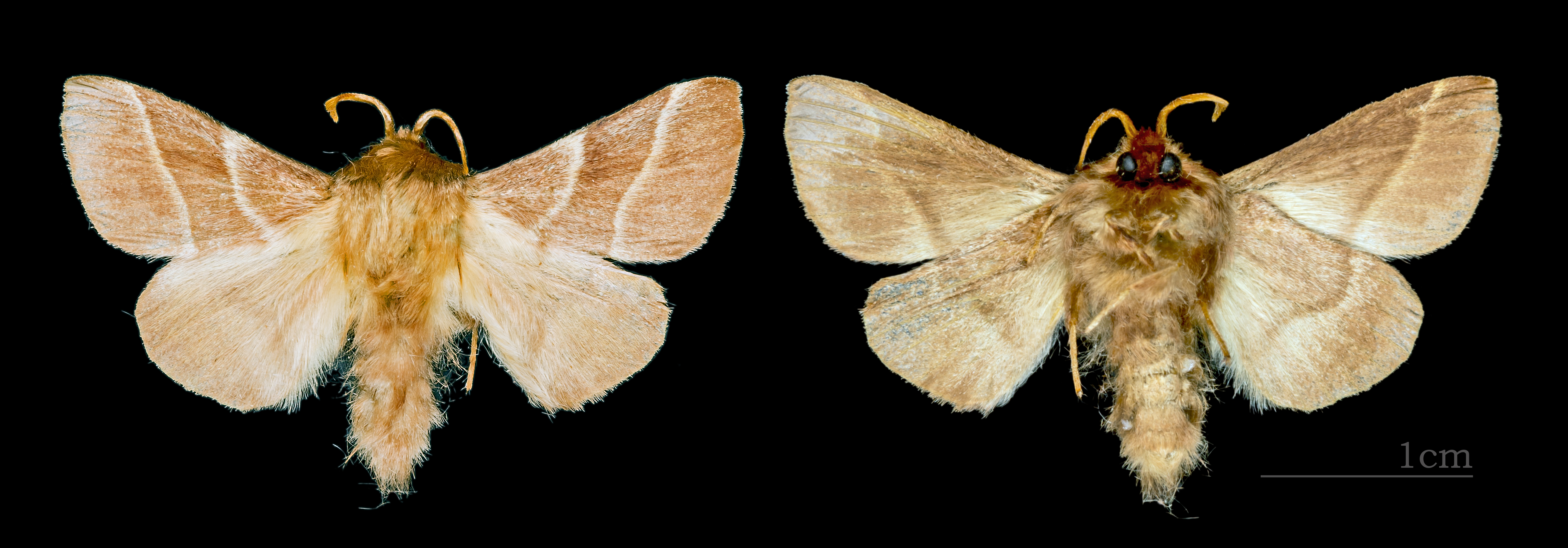
Forma adulta maschile
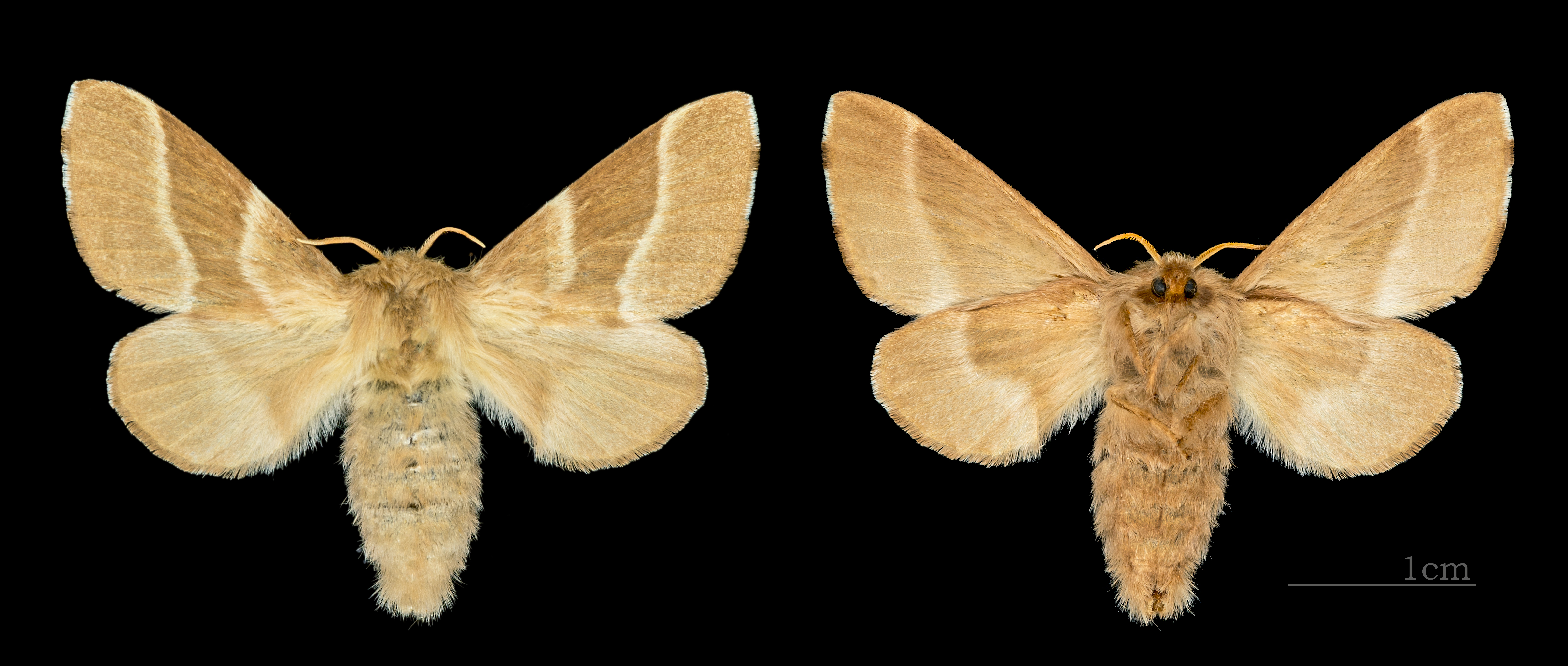
Forma adulta femminile

## Distribuzione e habitat
È diffuso in tutta Europa e anche in parte dell'Asia. Attacca numerose latifoglie forestali, in particolare querce, olmi e faggi.